# Parablarinella latimaxillata
Parablarinella latimaxillata — вид землерийки, описаний у 2023 році. Він є ендемічним для гір Дабі, Китай, і відомий лише зі свого типового місцеположення, природного заповідника Яолуопін в Аньхой, де він зустрічається в широколистяних листяних лісах на висоті 1100–1700 м над рівнем моря.